# Aqil Savik
Muhammad Aqil Savik hay Aqil Savik (sinh ngày 17 tháng 1 năm 1999) là một cầu thủ bóng đá người Indonesia hiện tại thi đấu cho Persib Bandung ở Indonesia Super League ở vị trí thủ môn.

## Sự nghiệp quốc tế
Tại AFF Cup U-19 diễn ra ở Myanmar, Aqil là thủ môn thứ ba của đội tuyển U-19 quốc gia.

## Danh hiệu
Persib U–17
Third
- Indonesia Super League U-17: 2015–16